# Llista de bancs de Cap Verd
Aquesta és una llista de bancs de Cap Verd
- Banc de Cap Verd
- Banco Cabo-Verdiano de Negócios
- Banco Comercial do Atlântico
- Banco Inter-Atlântico
- Caixa Económica de Cabo Verde